# De Hoogstraat
De Hoogstraat is een landgoed met landhuis van 150 hectare in de bossen ten noorden van Leersum, op de noordwestflank van de Darthuizerberg. Het landgoed is sinds 1947 staateigendom en onderdeel van Boswachterij Leersum, een beheerseenheid van Staatsbosbeheer. De Hoogstraat is gelegen in het Nationaal Park Utrechtse Heuvelrug.
Het goed bestaat uit gemengd bos op geaccidenteerd terrein, het biedt een afwisseling van loof- en naaldbomen en kleine percelen met eikenhakhout. Bij het huis zijn anno 2020 de restanten van parkaanleg nog herkenbaar, waaronder de centrale middenas in het bos.

## Geschiedenis
In 1772 stond aan de kruising van de oude heerweg met de Wijkerweg hofstede De Hoogstraat. In het eerste kwart van de negentiende eeuw liet Leersumer W.H. van Nellesteyn, commissionair van effecten, er een nieuw herenhuis bouwen. Dit blokvormige gebouw had aan de straatzijde een balkon dat rustte op zware zuilen. Na 1835 liet de Amsterdamse professor Jacob van Hall een park rond het landhuis aanleggen.

### Splitsing buitenplaats

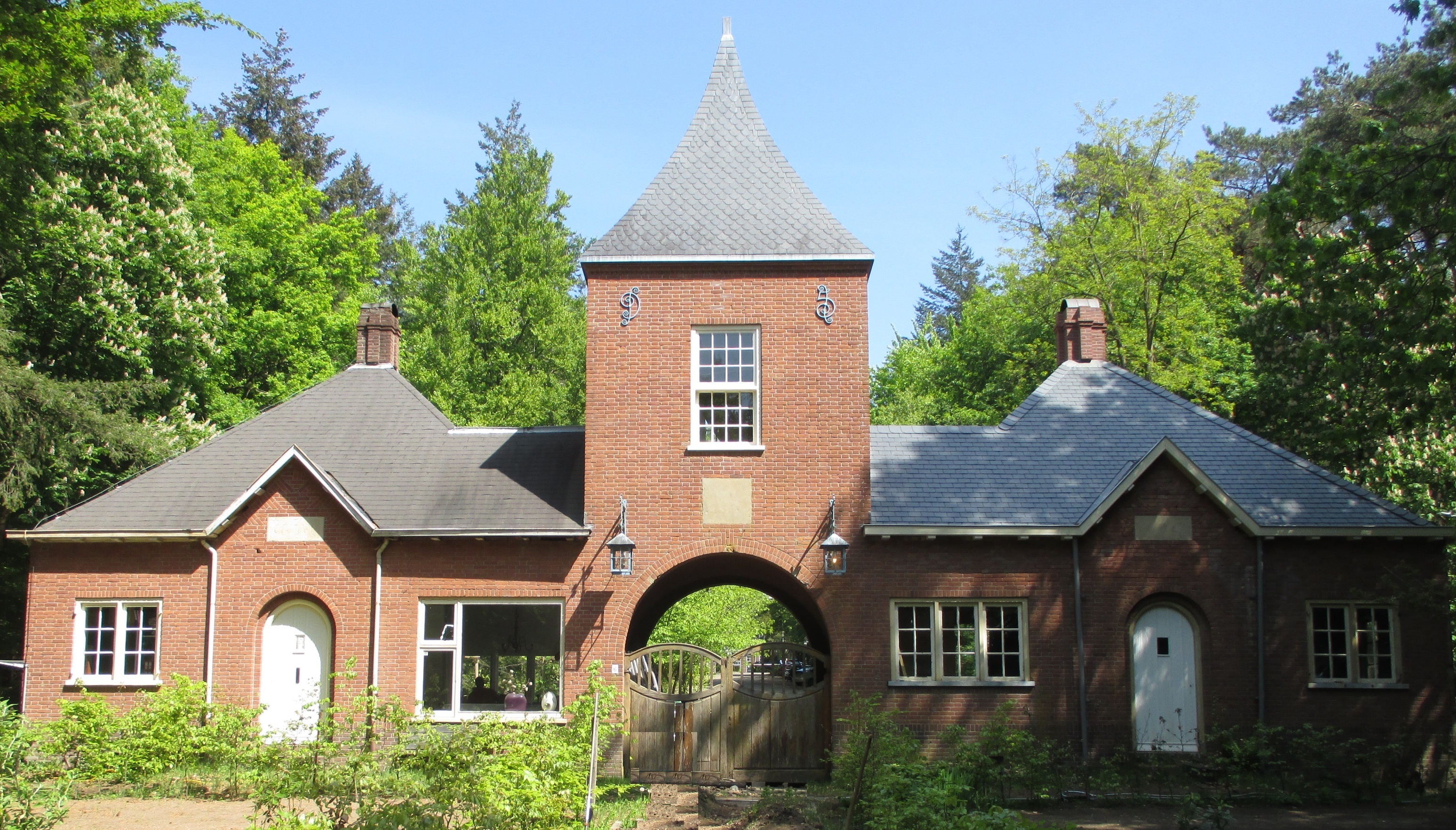
Poortgebouw landgoed De Hoogstraat (2020)

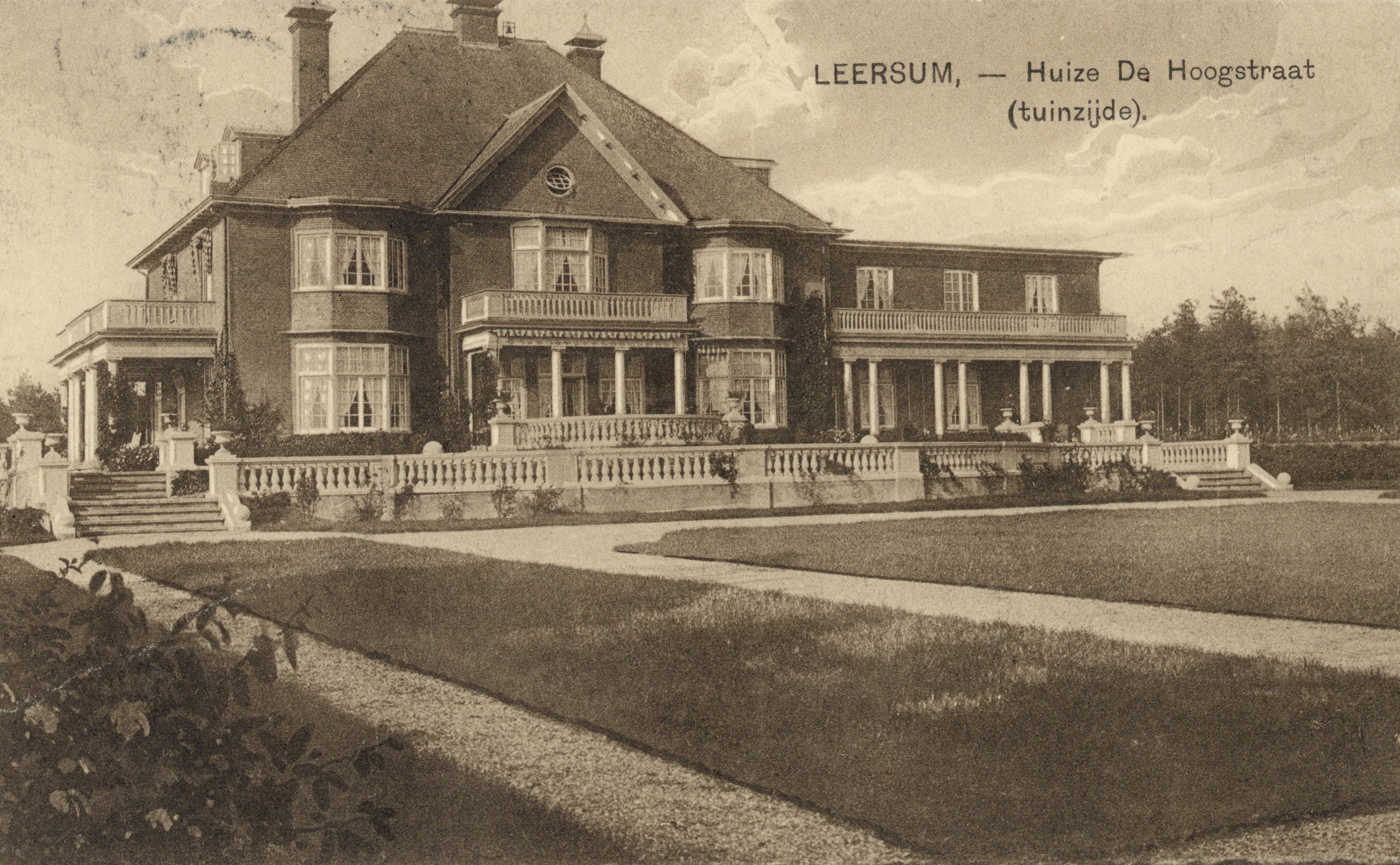
Landhuis De Hoogstraat in 1916, tuinzijde

De buitenplaats werd in 1877 gesplitst in een deel ten zuiden van de Rijksstraatweg en een deel ten noorden ervan. In de jaren 1880 werd het landhuis op het zuidelijk deel gesloopt waarna hier bos werd aangeplant. Het noordelijk deel was toen al bebost. In 1915 werd daar een nieuw landhuis genaamd 'De Hoogstraat' met  poortgebouw gebouwd naar ontwerp van architect J.C. Wentink. Eigenaar Smidt van Gelder liet er een tuin in nieuw-architectonische stijl aanleggen. Het landgoed werd vervolgens doorverkocht aan de voormalige minister-president Colijn.

### Gebouwen
Het landhuis kwam in de Tweede Wereldoorlog in gebruik als herstellingsoord en daarna als revalidatiecentrum. Later werd het na een grote uitbreiding een asielzoekerscentrum. Het vrijstaande poortgebouw is een woonhuis, dit verwaarloosde gemeentelijk monument onderging na 2017 een renovatie. In 1998 werd ook de schaapskooi verbouwd tot woonhuis, de twee bijgebouwen, een drinkplaats, duiventillen en een hooiberg zijn er daarna bijgebouwd.

## Bewoners en gebruikers
- ± 1815 - W.H. van Nellesteyn
- 1835 - Jacob van Hall.
- 1850 - Th.J.J. Voet-van Effen uit Amersfoort
- 1862 - A.G.C. Alsche, rustend advocaat te Den Haag
- 1877 - Blokhuis, officier van justitie te Den Haag
- 1919 - J.G. Patijn
- 1920 - H. Colijn, directeur van de Bataafse Import Mij.
- 1943 - herstellingsoord Duitse Arbeidsfront
- 1948 - Stichting Revalidatiecentrum De Hoogstraat
- 1989 - Centraal Orgaan opvang asielzoekers (COA)

## Afbeeldingen

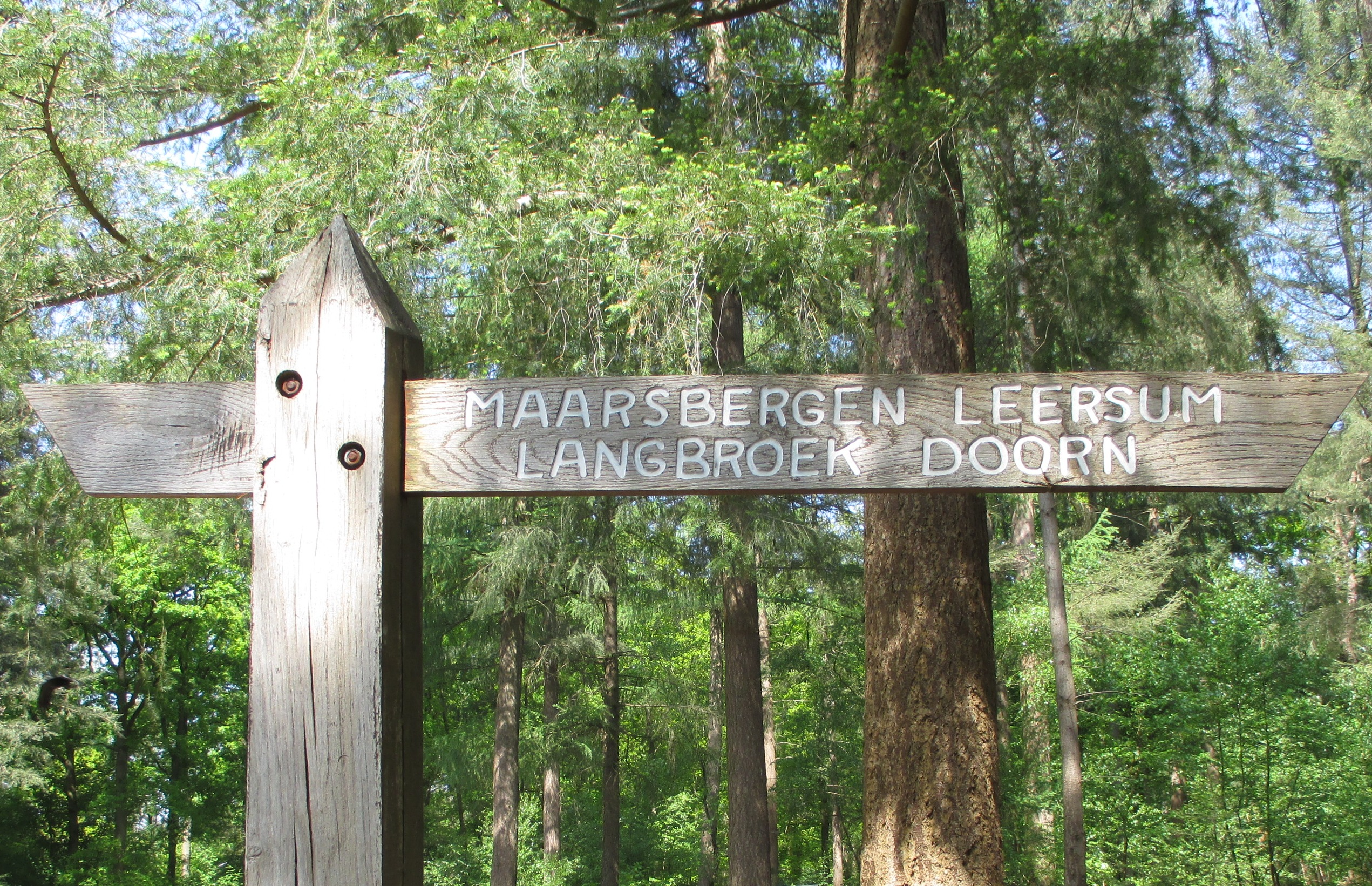
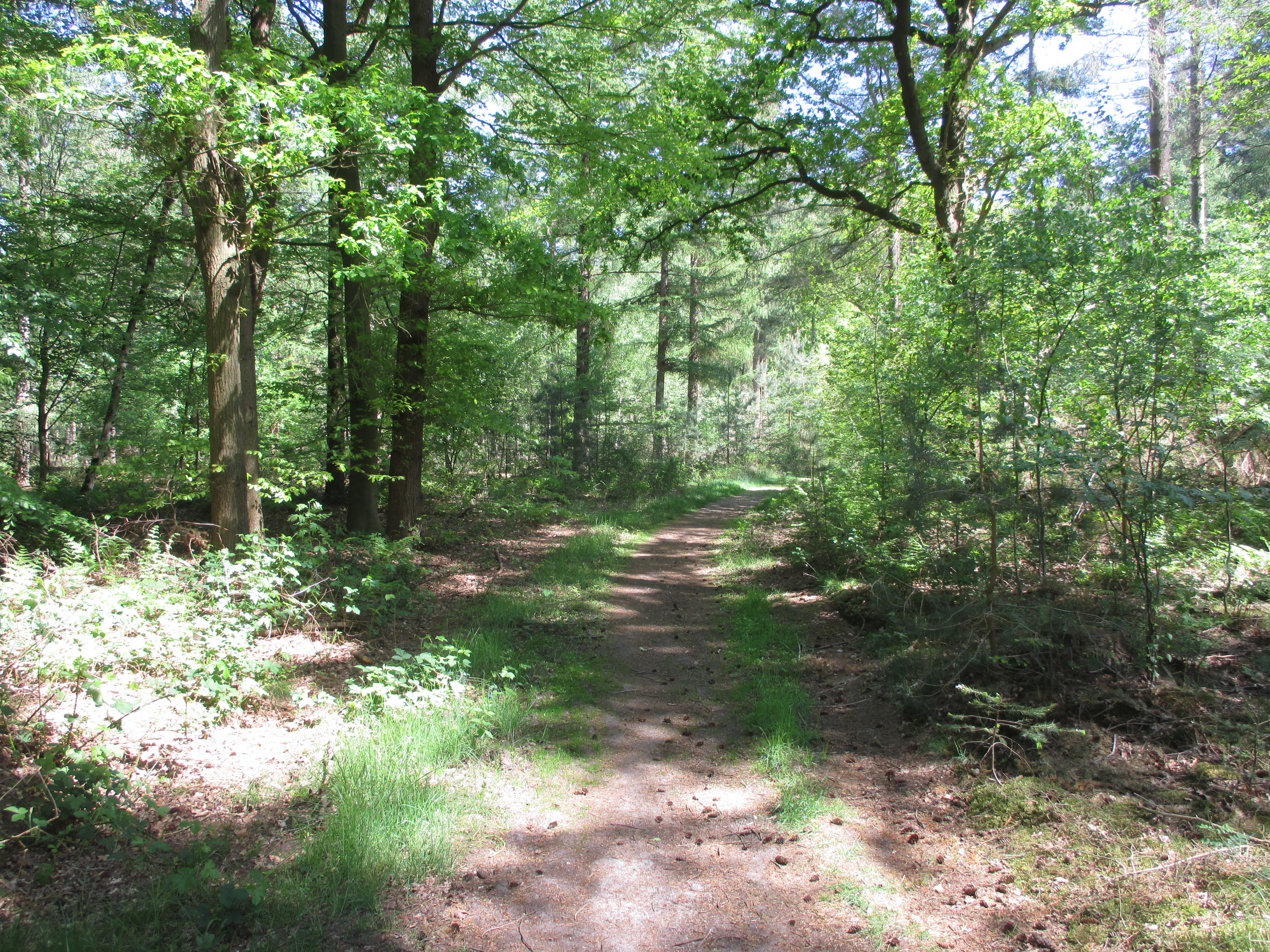
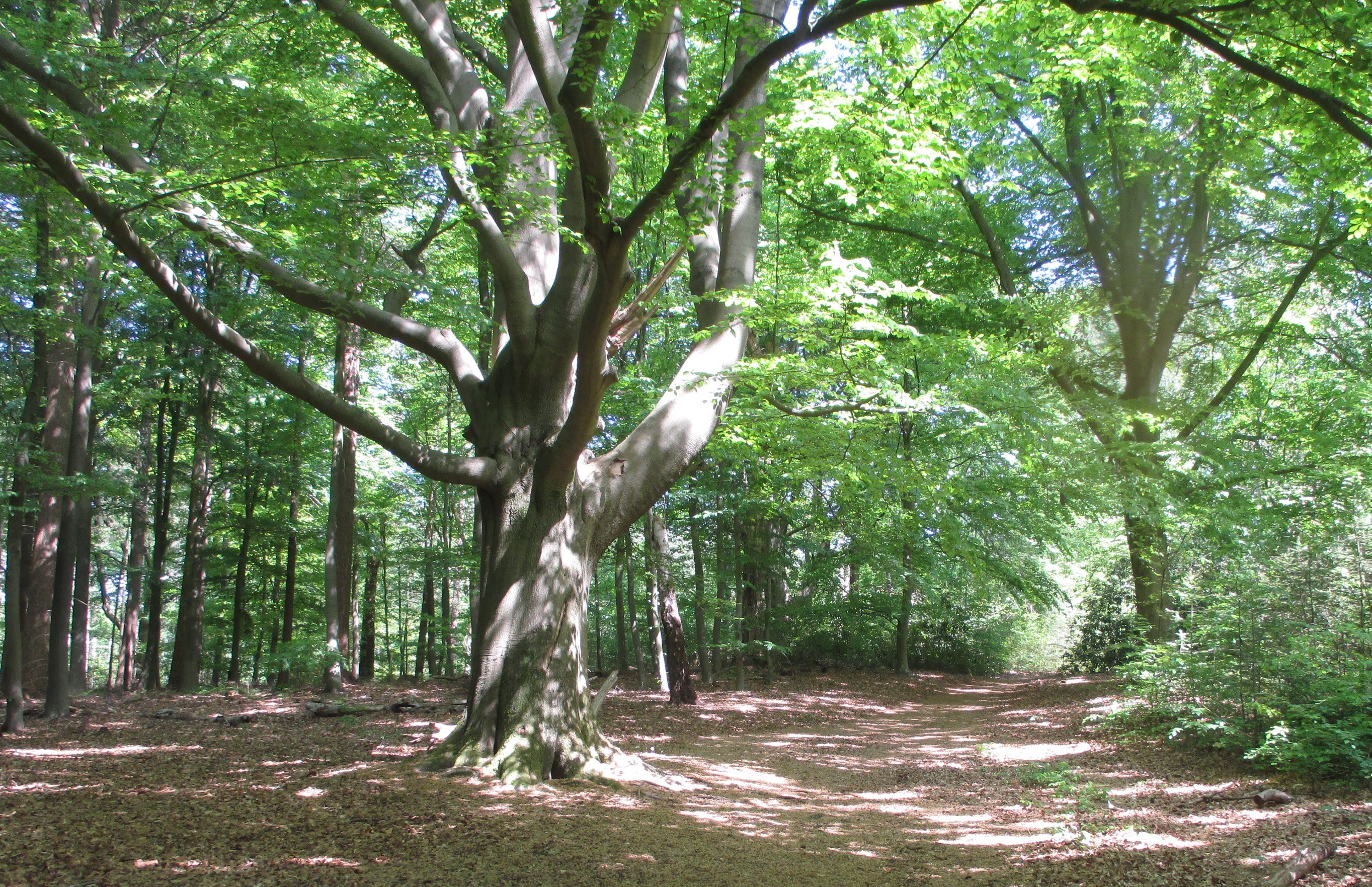